# رومان گونسالس (بازیکن بسکتبال)
رومان گونسالس (اسپانیایی: Román González‎؛ زادهٔ ۲۸ ژانویهٔ ۱۹۷۸) بازیکن بسکتبال اهل آرژانتین بود.
وی در مسابقات کشوری و بین‌المللی در مجموع برندهٔ ۳ مدال طلا، ۴ مدال نقره، ۲ مدال برنز شده‌است.